# Phalaenopsis lindenii
Phalaenopsis lindenii Loher, 1895 è una pianta della famiglia delle Orchidacee endemica delle Filippine.

## Descrizione
È un'orchidea di piccola taglia, a comportamento epifita, come tutte le specie del genere Phalaenopsis a crescita monopodiale. Presenta un corto fusto pendente, ricoperto dalle basi delle foglie molto embricate, portante foglie a forma da oblungo-lanceolata, a oblungo-oblanceolata, ad apice acuto oppure ottuso e in maniera disuguale bilobato, di colore verde scuro screziato d'argento-biancastro. La fioritura avviene per un lungo periodo che va dalla primavera all'autunno, mediante un'infiorescenza racemosa o raramente paniculata che aggetta lateralmente, con rachide flessuoso, snello, ricoperto di piccole brattee floreali e portante da 30 a 40 fiori. Questi sono grandi da 2 a 4 centimetri, si aprono simultaneamente, hanno aspetto delicato e sono di colore bianco con righe longitudinali porpora in petali e sepali, mentre il labello è trilobato, coi lobi laterali rialzati ed è maggiormente screziato di rosso porpora..

## Distribuzione e habitat
La specie è endemica delle isole Filippine, segnatamente dell'isola di Luzon.
Cresce epifita o in foreste di montagna, in zone a clima fresco, a quote comprese tra 1000 e 1500 metri sul livello del mare.

## Conservazione
La Lista rossa IUCN classifica Phalaenopsis lindenii come specie in pericolo di estinzione (Endangered).

## Coltivazione
Questa pianta è bene coltivata in panieri appesi, su supporto di sughero oppure su felci arboree e richiede in coltura esposizione all'ombra, temendo la luce diretta del sole, e temperature fresche durante tutto il corso dell'anno.
È la specie del genere Phalaenopsis che cresce alle temperature più basse. Viene usata per conferire strisce candide agli ibridi in coltura.